# 刘先志
刘先志（1906年4月11日—1990年5月20日），字士心，男，山东高密人，中国力学专家、教育家。同济大學教授、山东工学院教授。。

## 生平
1926年，考入燕京大学数学系。1930年，获得燕京大学理学学士学位，毕业后曾于天津新学书院、济南省立高级中学、烟台省立第八中学任教。
1934年，考取公费留德，赴柏林工业大学就读机械工程。1939年，于柏林工业大学毕业，因二战未能归国，后在哥廷根大学理学院选学力学，并于1945年获自然科学博士学位。
1946年，二战结束后归国，于上海工务局任正工程师，后于同济大学任教授、教务长。
1952年，先后担任原山东工学院（现已并入山东大学）一级教授、教务长、副院长。
1990年，于济南逝世。

## 纪念
为纪念刘先志先生，现今山东大学兴隆山校区内正门主道命名为“先志大道”。
2011年10月，为继承先志先生遗志，培育优秀学子，山东大学发起成立了“山东大学刘先志教育基金”。